# Samara (přítok Volhy)
Samara nebo také Samarka (rusky Самара nebo Самарка) je řeka v Orenburské a Samarské oblasti v Rusku. Je 594 km dlouhá. Povodí má rozlohu 46 500 km².

## Průběh toku
Pramení na vysočině Obščij Syrt. Je to levý přítok Volhy. Ústí do Saratovské přehrady. Největší přítok je zprava Velký Kiněl.

## Vodní stav
Zdroj vody je převážně sněhový. Průměrný roční průtok vody ve vzdálenosti 236 km od ústí činí 47,2 m³/s. Nejvyšší úrovně hladiny dosahuje v dubnu a na začátku května. Zamrzá v listopadu až na začátku prosince a rozmrzá v dubnu.

## Využití
V povodí řeky se nachází naleziště ropy. Na řece leží města Soročinsk, Buzuluk, Samara.